# Peter Stiegnitz
Peter Stiegnitz (Budapest, 30 settembre 1936 – Vienna, 20 gennaio 2017) è stato un sociologo ungherese di origine ebraica.

## Biografia
Peter Stiegnitz è cresciuto a Budapest. Quando nel marzo 1944 l'Ungheria fu occupata dal Reich tedesco, Stiegnitz dovette lasciare la scuola e riuscì a sfuggire alla deportazione. Anche dopo la Seconda guerra mondiale, subì rappresaglie nell'Ungheria comunista. Durante la Rivoluzione ungherese del 1956 i suoi genitori fuggirono con lui in Austria.
All'Università di Vienna studiò sociologia, filosofia, psicologia ed etnologia, conseguendo il dottorato nel 1963. Stiegnitz lavorò come consigliere ministeriale presso il servizio stampa federale dell'ufficio del Cancelliere federale austriaco fino al suo pensionamento. Fu sepolto nel cimitero di Neustift.
Stiegnitz pubblicò 30 libri e oltre 6.000 articoli specialistici. Lavorò come corrispondente per diversi giornali e riviste di lingua tedesca ed ebraica. L'autore, più volte premiato per i suoi lavori scientifici sulla sociologia delle migrazioni, insegnò come professore ospite presso l'Università di Budapest nel dipartimento di Pratica linguistica, Studi regionali e Didattica delle lingue. Fu curatore scientifico della sezione austriaca della Società di ricerca sul problema mondiale dei rifugiati.. Stiegnitz si distinse come critico del multiculturalismo.

### Massoneria
Iniziato nel maggio 1970 nella loggia massonica "Humanitas" di Vienna, rimase massone fino alla fine dei suoi giorni, cioè per quasi mezzo secolo; il periodo più lungo, di 30 anni, lo trascorse nella loggia "Zum Rauhen Stein" di Vienna, di cui fu cofondatore nel 1987. Fu al vertice del Rito di York per 10 anni.

## "Menziologia"
La sua passione per il tema della menzogna, che lo ha accompagnato per tutta la vita, è stata causata, secondo le sue stesse parole, dal fatto che nel 1944, da bambino, di fronte alla minaccia di deportazione in un campo di sterminio, negò di essere ebreo per avere salva la vita. Stiegnitz coniò il termine "menziologia"; la considerava una disciplina delle scienze sociali e della psicologia. Le aree tematiche delle sue ricerche di menziologia sono:
- aspetti sociali della menzogna, ad esempio dal punto di vista emotivo.
- la menzogna nella sua influenza sui processi decisionali individuali e di gruppo, ad esempio la menzogna collettiva, il conformismo;
- la menzogna e il suo rapporto con la comunicazione.
- la menzogna come conferma dei pregiudizi e in relazione alla discriminazione.
- menzogna e comunicazione non verbale
- rilevabilità del comportamento menzognero
- valori e norme in relazione alla menzogna
- conseguenze sociali del comportamento menzognero (deviazione sociale).

Il progetto di Stiegnitz non fu ripreso nella psicologia scientifica.

## Premi e riconoscimenti
- Premio Theodor Körner (due volte)[10][11]

## Scritti (selezione)
- Mensch und Soziologie. Heyne, München 1975, ISBN 978-3-453-53051-5.
- Frei von Angst. Heyne, München 1981, ISBN 978-3-453-53128-4.
- Das Judentum. Fundament der westlichen Kultur. hpt, Wien 1988, ISBN 978-3-85128-006-7.
- Sekten und Freikirchen. hpt, Wien 1989, ISBN 978-3-85128-032-6.
- Lügen lohnt sich. Lüge – Wahrheit – Wirklichkeit. Eine sozialanalytische Studie. Haag + Herchen, Frankfurt/M. 1991, ISBN 978-3-89228-594-6.
- Eliten. Die Stützen der Gesellschaft. Edition Atelier, Wien 1991, ISBN 978-3-900379-68-1.
- Die Neuen. Ausländer-Assimilation in Österreich. Edition Atelier, Wien 1994, ISBN 978-3-85308-002-3.
- Alle Menschen lügen... Wer das Gegenteil behauptet, lügt. Edition Va Bene, Wien 1994, ISBN 978-3-85167-016-5.
- ... und sie wissen, was sie tun. Die Märtyrer-Wärter. Edition Va Bene, Wien 1995, ISBN 978-3-85167-035-6.
- Die Lüge. Das Salz des Lebens. Edition Va Bene, Wien 1997, ISBN 978-3-85167-062-2.
- Heimat zum Nulltarif. Integration ist keine Einbahnstraße. Edition Va Bene, Wien 2000, ISBN 978-3-85167-096-7.
- Juden. Richter, Rächer, Renegaten. Edition Va Bene, Wien 2001, ISBN 978-3-85167-114-8.
- Gott ohne Kirche. Religion und Freimaurerei. Edition Va Bene, Wien 2003, ISBN 978-3-85167-145-2.
- Die großen Lügen der kleinen Politiker. Edition Va Bene, Wien 2004, ISBN 978-3-85167-165-0
- Das fünfte Gebot. Eine Geschichte der Gewalt. Edition Va Bene, Wien 2005, ISBN 978-3-85167-175-9.
- Österreich aus der Nähe. Ein Land zwischen Lust und Leid. Edition Va Bene, Wien 2006, ISBN 978-3-85167-191-9.
- Guten Morgen Abendland – guten Abend Morgenland. Zur Konkurrenz der Kulturen. Edition Va Bene, Wien 2007, ISBN 978-3-85167-199-5.
- Politik der Gewalt – Der neue Faschismus. Löcker, Wien 2010, ISBN 978-3-85409-542-2.
- Auf allen Stühlen. Der Weg der assimilierten Juden. Verlag Bibliothek der Provinz, Weitra 2013, ISBN 978-3-99028-223-6.
- Lebendige Religionen. Die Renaissance des Glaubens. Verl. Bibliothek d. Provinz, Weitra 2015, ISBN 978-3-99028-481-0.